# Апіро
Апіро (італ. Apiro) — муніципалітет в Італії, у регіоні Марке,  провінція Мачерата.
Апіро розташоване на відстані близько 175 км на північ від Рима, 40 км на південний захід від Анкони, 28 км на захід від Мачерати.
Населення — 2298 осіб (2014).
Щорічний фестиваль відбувається 25 травня. Покровитель — Sant'Urbano.

## Демографія
Населення за роками:

Станом на 1 січня 2023 року в муніципалітеті офіційно проживали 133 іноземці з 27 країн, серед них 51 громадянин країн Євросоюзу та 5 громадян України.

## Сусідні муніципалітети
- Чинголі
- Купрамонтана
- Мателіка
- Поджо-Сан-Вічино
- Сан-Северино-Марке
- Серра-Сан-Куїрико
- Стаффоло